# Agisala
Agisala war nach Auffassung der älteren Forschung ein griechischer Architekt oder Bildhauer, der in Pakistan tätig war.
Sein Name erscheint nach alten Lesungen in einer Kharoshthi-Inschrift auf der Kanischka-Dose, die sich wiederum in der Kanischka-Stupa bei Peschawar fand. Er wird nach der alten Lesung als Baumeister des Stupas bezeichnet. Bei dem Namen Agisala glaubte man, dass es sich um die Kharoshthiform des griechischen Namens Agesilaos (Ἀγησίλαος) handelt. Daran wurden weitreichende Folgerungen für den Einfluss der griechischen Kunst auf die Gandhara-Kunst geknüpft.
Eine spätere Reinigung und damit verbundene neue Untersuchung des Reliquiars ergab allerdings, dass sich in der Inschrift wohl doch nicht der Name des Architekten (navakarmika), sondern der Name des Refektoriums des Klosters (agniśālā) erhalten hat. Diese These blieb nicht unwidersprochen und es wird weiterhin die Möglichkeit eingeräumt, dass es sich hier um den Namen eines Architekten handeln könnte.
- Siehe auch: Graeco-Buddhismus